# Хидульф (епископ Руана)
Хидульф (Гидульф, Хильдульф; лат. Hidulfus, фр. Hidulphe; умер на рубеже 620-х—630-х годов) — епископ Руана в первой трети VII века.

## Биография
Хидульф, выходец из знатной нейстрийской семьи, в самом начале VII века стал главой Руанской архиепархии. Согласно средневековым архиепископским спискам, наиболее ранний из которых датируется IX веком, предшественником Хидульфа был святой Мелантий, а преемником — святой Роман. Точная дата получения Хидульфом епископского сана не известна. Мелантий Руанский в последний раз упоминался в современных ему источниках в июне 601 года. Предполагается, что он скончался вскоре после этого: возможно, ещё в том же году или уже в 604 году.
Средневековые авторы очень кратко упоминают о характере Хидульфа. В составленном на рубеже XI—XII веков в аббатстве Святого Уэна трактате «Acta archiepiscoporum Rotomagensium» он назван благоразумным и честным прелатом. Писавший чуть позднее Ордерик Виталий в «Церковной истории» дополнил это свидетельство только утверждением о любви Хидульфа к проповедованию среди своей паствы слова Божьего.
В 614 году Хидульф участвовал в церковном соборе в Париже. На этом синоде, созванном по инициативе правителя Франкского государства Хлотаря II, присутствовали более семидесяти епископов, в том числе и суффраганы Руанской митрополии: Леодовальд из Байё, Хильдоальд из Авранша, Хамнегизил и Лаунамунд из Лизьё, Эрминульф из Эврё и Марцелл из Се.
О дате смерти Хидульфа в средневековых источниках не сообщается. По свидетельству Ордерика Виталия, Хидульф управлял Руанской архиепархией двадцать восемь лет. На этом основании предполагается, что епископ должен был скончаться на рубеже 620-х—630-х годов. Однако, возможно, Хидульф скончался на несколько лет раньше, так как он не участвовал в общефранкском церковном соборе, состоявшемся в 626 или 627 году в Клиши. В качестве возможных дат интронизации преемника Хидульфа на епископской кафедре, святого Романа, упоминаются 626, 628 или 631 годы.